# Жане (річка)

Жане - річка за 15 км на південний схід від Геленджику. Біля села Возрожденіє зливається з річкою Мезиб. Глибина річки невелика, річка несудохідна, на річці є кілька водоспадів, поблизу гирла, через 3 км до витоку і далі. У долині річки - численні пам'ятники археології -  дольмени і середньовічні  адигські кургани VII-XV століть. 

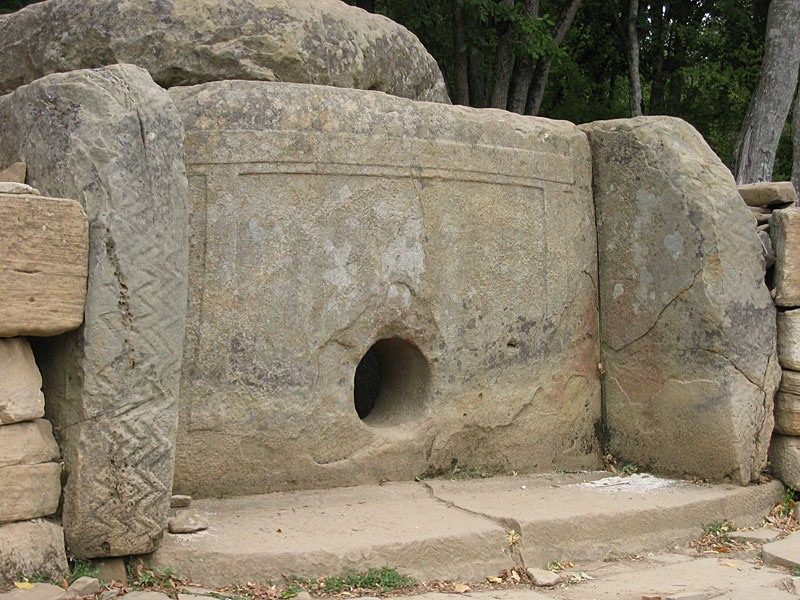
Дольмени зі зигзагоподібним візерунком у долині річки Жане

Головна група з 3 дольменів (2 круглих складових і один плитковий) - за 2 км від селища Відродження, друга група з цілого плиткового, одного розваленого плиткового звичайного і одного розваленого плиткового хибнопортального дольменів - вище за річкою на 1 км. У районі знаходяться  мінеральні джерела, відкладення мергелів і пісковиків. Викопні рештки крейдяного періоду -  амоніти. У районі річки ростуть вільха, верба, чагарники.